# Babajide Dina
Babajide Dina – nigeryjski piłkarz grający na pozycji pomocnika. W swojej karierze grał w reprezentacji Nigerii.

## Kariera klubowa
W swojej karierze piłkarskiej Dina grał w klubie Mighty Jets FC.

## Kariera reprezentacyjna
W 1978 roku Dina został powołany do reprezentacji Nigerii na Puchar Narodów Afryki 1978. Wystąpił w nim w jednym meczu grupowym, z Ghaną (1:1). Z Nigerią zajął 3. miejsce w tym turnieju.